# 2017 w Wojsku Polskim
Kalendarium Wojska Polskiego 2017 – wydarzenia w Wojsku Polskim w roku 2017.

## Styczeń
1 stycznia
- Prezydent Rzeczypospolitej Polskiej Andrzej Duda mianował generała brygady Sławomira Wojciechowskiego na stanowisko Dowódcy Operacyjnego Rodzajów Sił Zbrojnych[1].

- Weszła w życie ustawa z dnia 16 listopada 2016 roku o zmianie ustawy o powszechnym obowiązku obrony Rzeczypospolitej Polskiej oraz niektórych innych ustaw[2]. Na mocy wspomnianej ustawy:

Wojska Obrony Terytorialnej stały się piątym, obok Wojsk Lądowych, Sił Powietrznych, Marynarki Wojennej i Wojsk Specjalnych, rodzajem sił zbrojnych, a Dowódca Wojsk Obrony Terytorialnej – jednym z trzech dowódców rodzajów sił zbrojnych obok Dowódcy Generalnego RSZ i Dowódcy Operacyjnego RSZ;
Dowódca Wojsk Obrony Terytorialnej jest właściwy w zakresie dowodzenia jednostkami wojskowymi i związkami organizacyjnymi Wojsk Obrony Terytorialnej;
Do zakresu działania Dowódcy Wojsk Obrony Terytorialnej należy w szczególności wykonywanie zadań związanych z udziałem oddziałów i pododdziałów Wojsk Obrony Terytorialnej w zwalczaniu klęsk żywiołowych i likwidacji ich skutków, ochrony mienia, akcjach poszukiwawczych oraz ratowania lub ochrony zdrowia i życia ludzkiego, a także udziału w realizacji zadań z zakresu zarządzania kryzysowego (dodany ust. 8aa w art. 60 stanowi, że wezwanie żołnierzy pełniących terytorialną służbę wojskową do stawienia się w trybie natychmiastowego stawiennictwa do pełnienia terytorialnej służby wojskowej rotacyjnie może nastąpić w celu między innymi udziału jednostek wojskowych w działaniach antyterrorystycznych, oczyszczaniu terenów z materiałów wybuchowych i niebezpiecznych pochodzenia wojskowego oraz ich unieszkodliwianiu, a także przeciwdziałania zagrożeniu bezpieczeństwa państwa, jeżeli jest to niezbędne do wykonywania zadań Sił Zbrojnych i roli Wojsk Obrony Terytorialnej w tym zakresie) → Ustawa antyterrorystyczna;
Szef Inspektoratu Wsparcia Sił Zbrojnych przestał zarządzać obroną terytorialną;
Dowódca Wojsk Obrony Terytorialnej wykonuje swoje zadania przy pomocy Dowództwa Wojsk Obrony Terytorialnej;
Osoba, która pełni terytorialną służbę wojskową jest żołnierzem w czynnej służbie wojskowej, w rozumieniu niniejszej ustawy;
W rozumieniu art. 115 § 17 Kodeksu karnego żołnierzem jest osoba pełniąca czynną służbę wojskową, z wyjątkiem terytorialnej służby wojskowej pełnionej dyspozycyjnie (art. 12 ustawy);
Obowiązkowi służby wojskowej, w zakresie określonym w niniejszej ustawie, podlegają obywatele polscy, począwszy od dnia, w którym kończą 18 lat życia, do końca roku kalendarzowego, w którym kończą 55 lat życia, a posiadający stopień podoficerski lub oficerski – 63 lata życia (dotychczas 50 i 60 lat życia);
Wprowadzono „terytorialną służbę wojskową”, pełnioną w jednostkach wojskowych i związkach organizacyjnych Wojsk Obrony Terytorialnej oraz w Dowództwie Wojsk Obrony Terytorialnej;
Z dniem rozpoczęcia pełnienia terytorialnej służby wojskowej żołnierze otrzymują tytuł „żołnierz OT”;
Czas trwania terytorialnej służby wojskowej wynosi od roku do sześciu lat z możliwością przedłużenia na dalszy okres;
Terytorialną służbę wojskową żołnierz OT pełni rotacyjnie lub dyspozycyjnie;
Terytorialną służbę wojskową żołnierz OT pełni rotacyjnie w jednostce wojskowej, w określonych przez dowódcę jednostki wojskowej dniach służby, co najmniej raz w miesiącu przez okres dwóch dni w czasie wolnym od pracy;
Terytorialną służbę wojskową żołnierz OT może pełnić rotacyjnie również w inne dni, stosownie do potrzeb Sił Zbrojnych, zgodnie z rocznym wykazem sporządzonym przez dowódcę jednostki wojskowej, w której żołnierz OT pełni służbę, uzgodnionym z tym żołnierzem;
Terytorialną służbę wojskową żołnierz OT pełni dyspozycyjnie poza jednostką wojskową, pozostając w gotowości do stawienia się do służby pełnionej rotacyjnie w terminie i miejscu wskazanych przez dowódcę jednostki wojskowej;
Żołnierzom pełniącym terytorialną służbę wojskową dyspozycyjnie wydaje się przedmioty umundurowania i wyekwipowania wojskowego. Żołnierze ci są obowiązani stawić się w wydanym umundurowaniu wraz z ekwipunkiem w przypadku pełnienia terytorialnej służby wojskowej rotacyjnie;
Z chwilą wprowadzenia obowiązku odbycia zasadniczej służby wojskowej lub przeszkolenia wojskowego terytorialna służba wojskowa traci charakter formacji ochotniczej, a staje się służbą obowiązkową (art. 98i ust. 1);
Pierwszeństwo w powołaniu do terytorialnej służby wojskowej przysługuje między innymi członkom proobronnych organizacji pozarządowych, które podpisały porozumienie o współpracy z Ministrem Obrony Narodowej lub dowódcami jednostek wojskowych, posiadającym rekomendacje władz tych organizacji (art. 98k ust. 5 należy rozpatrywać łącznie ze znowelizowanym art. 65 ust. 6, który stanowi, że żołnierze w czynnej służbie wojskowej mogą wstępować do stowarzyszeń i innych organizacji działających poza wojskiem oraz brać udział w działalności stowarzyszeń i innych organizacji, do których należeli w chwili powołania do tej służby, po pisemnym poinformowaniu dowódcy jednostki wojskowej, w której pełnią służbę);
Wojska Obrony Terytorialnej mogą współdziałać, w zakresie niezbędnym do realizacji ich zadań, z ochotniczą strażą pożarną i Strażą Leśną, a także Strażą Ochrony Kolei (art. 19).
9 stycznia
- Prezydent Rzeczypospolitej Polskiej Andrzej Duda mianował generała brygady Sławomira Wojciechowskiego na stopień generała dywizji[3].

10 stycznia
- Zmiana dowódcy 12 Brygady Zmechanizowanej, generał brygady Dariusz Górniak, przekazał dowodzenie jednostką pułkownikowi Piotrowi Trytkowi[4].

11 stycznia
- Pułkownik pilot Rościsław Stepaniuk, przekazał obowiązki dowódcy 1 Skrzydła Lotnictwa Taktycznego, pułkownikowi pilotowi Ireneuszowi Starzyńskiemu[5].

12 stycznia
- Minister Obrony Narodowej Antoni Macierewicz nadał 38 Dywizjonowi Zabezpieczenia Obrony Powietrznej imię majora Feliksa Kozubowskiego oraz ustanowił dzień 6 czerwca Świętem Dywizjonu[6].

16 stycznia
- Zmiana dowódcy w 34 Brygadzie Kawalerii Pancernej. Pułkownik Krzysztof Prokopowicz przekazał dowodzenie jednostką, pułkownikowi Dariuszowi Lewandowskiemu[7].

26 stycznia
- Sejm Rzeczypospolitej Polskiej podjął uchwałę w sprawie upamiętnienia generała brygady Mariusza Zaruskiego w 150. rocznicę urodzin[8].

31 stycznia
- Prezydent Rzeczypospolitej Polskiej Andrzej Duda zwolnił:

generała broni Mirosława Różańskiego ze stanowiska Dowódcy Generalnego Rodzajów Sił Zbrojnych;
generała Mieczysława Gocuła ze stanowiska Szefa Sztabu Generalnego Wojska Polskiego;
mianował z dniem 1 lutego 2017 roku generała broni Leszka Surawskiego na stanowisko Szefa Sztabu Generalnego Wojska Polskiego.

## Luty
7 lutego

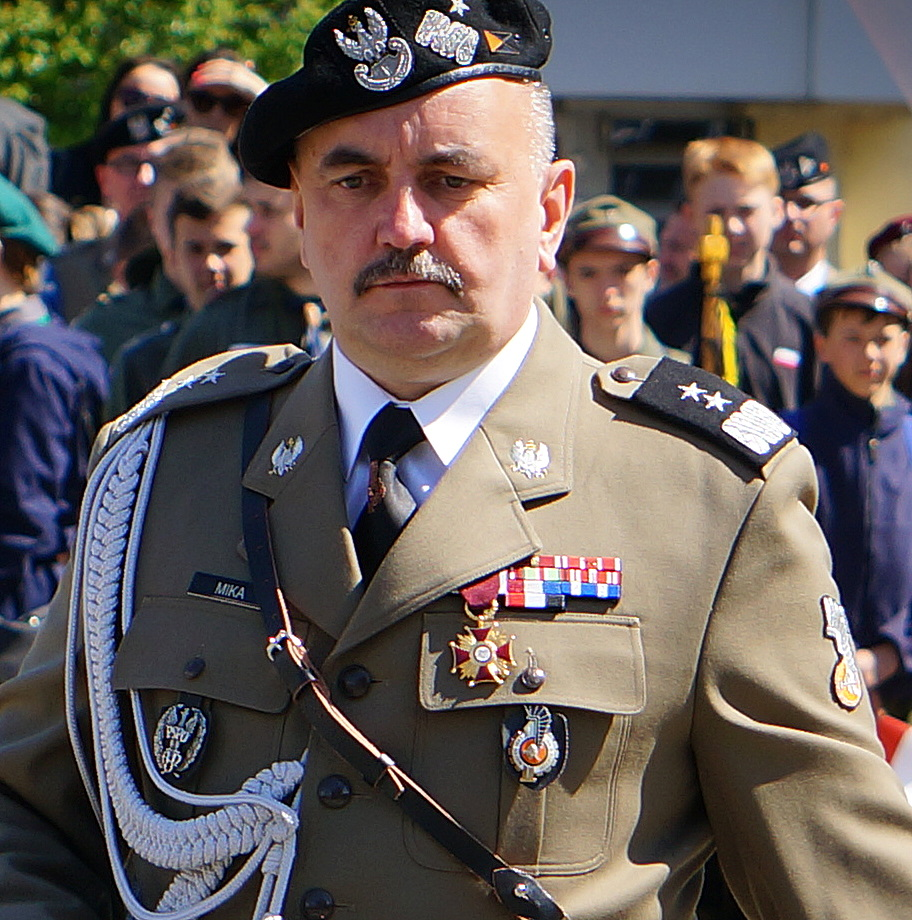
gen. dyw. J. Mika

- Prezydent Rzeczypospolitej Polskiej Andrzej Duda mianował generała dywizji Jarosława Mikę na stanowisko Dowódcy Generalnego Rodzajów Sił Zbrojnych[12].

8 lutego
- Pułkownik pilot Leszek Błach, przekazał obowiązki dowódcy 22 Bazy Lotnictwa Taktycznego w Malborku. Nowym dowódcą bazy został pułkownik pilot Mirosław Zima[13].

15 lutego
- Nowym dowódcą 11 Dywizji Kawalerii Pancernej został generał brygady Stanisław Czosnek. Obowiązki  dowódcy Czarnej Dywizji przyjął od gen. dyw. Jarosława Miki. Uroczysta zbiórka odbywa się w dniu 17 lutego[14].

16 lutego
- Prezydent Rzeczypospolitej Polskiej Andrzej Duda mianował pośmiertnie pułkownika Alfonsa Maćkowiaka na stopień generała brygady[15].

## Marzec
1 marca
- Minister Obrony Narodowej Antoni Macierewicz nadał:

1 Brygadzie Obrony Terytorialnej nazwę wyróżniającą „Podlaska” i imię patrona płk. Władysława Liniarskiego ps. „Mścisław” oraz nakazał przejąć i z honorem kultywować tradycje oddziałów bojowych Armii Krajowej Obywatelskiej, Inspektoratu Białostockiego AK, Inspektoratu Suwalskiego AK oraz Zrzeszenia „Wolność i Niezawisłość”;
2 Brygadzie Obrony Terytorialnej nazwę wyróżniającą „Lubelska” i imię patrona mjr. Hieronima Dekutowskiego ps. „Zapora” oraz nakazał przejąć i z honorem kultywować tradycje 27 Wołyńskiej Dywizji Piechoty AK (1944), 8 Pułku Piechoty Legionów Armii Krajowej (1944), 9 Pułku Piechoty Legionów Armii Krajowej (1943-1944) oraz Okręgu WiN Lublin (1945-1947), a także ustanowił dzień 24 maja Świętem Brygady i ustanowił odznakę pamiątkową Brygady;
3 Brygadzie Obrony Terytorialnej nazwę wyróżniającą „Podkarpacka” i imię patrona płk. Łukasza Cieplińskiego oraz nakazał przejąć i z honorem kultywować tradycje jednostek wojskowych i pododdziałów partyzanckich zbrojnego podziemia niepodległościowego Podokręgu Rzeszów AK i Okręgu WiN Rzeszów.
31 marca
- Zmiana dowódcy w 33 Bazie Lotnictwa Transportowego. Pułkownik pilot Mieczysław Gaudyn przekazał dowodzenie bazą, wyznaczonemu do czasowego pełnienia obowiązków pułkownikowi Dariuszowi Płóciennikowi[19].

## Kwiecień
21 kwietnia
- Na podstawie decyzji Ministra Obrony Narodowej wprowadzono flagę Dowódcy Operacyjnego Rodzajów Sił Zbrojnych[20].

## Maj
31 maja
- Żołnierze 6 Batalionu Powietrznodesantowego rozpoczęli działania w ramach XXXVI zmiany PKW KFOR[21].

## Czerwiec
3-18 czerwca
- Manewry BALTOPS-17 z udziałem polskich okrętów OORP "Bielik", "Dąbie", "Wdzydze", "Mielno", "Mamry", "Wicko", "Gniezno", "Kraków", samolotów F-16 i w 7. Brygady Obrony Wybrzeża, w tym 14 czerwca desant międzynarodowej grupy zadaniowej na poligonie w Ustce[22].

13 czerwca
- Decyzją Ministra Obrony Narodowej Antoniego Macierewicza:

batalion logistyczny 17 Wielkopolskiej Brygady Zmechanizowanej im. gen. broni Józefa Dowbor-Muśnickiego w Międzyrzeczu otrzymał imię pułkownika Arnolda Szyllinga,
13 Dywizjon Trałowców im. admirała floty Andrzeja Karwety przejął dziedzictwo tradycji Dywizjonu Ćwiczebnego (1921-1930) i Dywizjonu Minowców (1930-1939), a dzień 1 kwietnia został ustanowiony świętem Dywizjonu

## Wrzesień
4 września
- Pułkownik Dariusz Płóciennik, który czasowo pełnił obowiązki dowódcy 33 Bazy Lotnictwa Transportowego w Powidzu, przekazał obowiązki nowemu dowódcy, pułkownikowi pilotowi Grzegorzowi Kołodziejczykowi[25].

29 września
- Zmiana dowódcy w 8 Bazie Lotnictwa Transportowego, pułkownik pilot Krzysztof Szymaniec zakończył służbę wojskową i przekazał dowodzenie jednostką. Czasowo pełniącym obowiązki dowódcy 8 BLTr został pułkownik Grzegorz KOT[26].

## Październik
30 października
- Nowym dowódcą 8 Bazy Lotnictwa Transportowego w Krakowie został pułkownik pilot Paweł Bigos[27].

## Listopad
29 listopada
- Żołnierze 16 Batalionu Powietrznodesantowego rozpoczęli działania w ramach XXXVII zmiany PKW KFOR[28].